# Johannes Warnardus Bilders
Johannes Warnardus Bilders   (Utrecht, 18 d'agost de 1811 - Oosterbeek, 29 d'octubre de 1890) fou un pintor holandès i precursor de l'Escola de la Haia.

## Biografia
Johannes Warnardus Bilders nasqué a Utrecht i va rebre classes de Jan Lodewijk Jonxis (1789 – 1867). Després d'alguns viatges a Alemanya, s'instal·là el 1841 a Oosterbeek (Renkum), on es va envoltar de molts joves pintors que esdevindrien posteriorment en figures centrals de l'Escola de la Haia, com Anton Mauve, Paul Gabriël o el seu germà Gerard Bilders, entre d'altres.
El 1846 retornà a Utrecht, on hi treballà fins al 1852. Llavors Bilders va passar un any a Amsterdam, on conegué Jozef Israëls, i de 1855 a 1858 va tornar a Oosterbeek. Després se n'anà a Amsterdam per un llarg període, entre 1858 i 1880, moment en què va retornar a Oosterbeek, on morí el 29 d'octubre de 1890.

## Galeria d'imatges

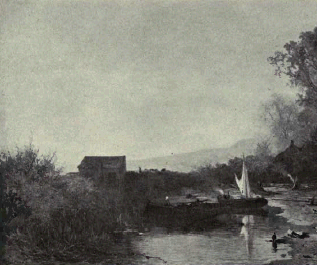
El llac petit
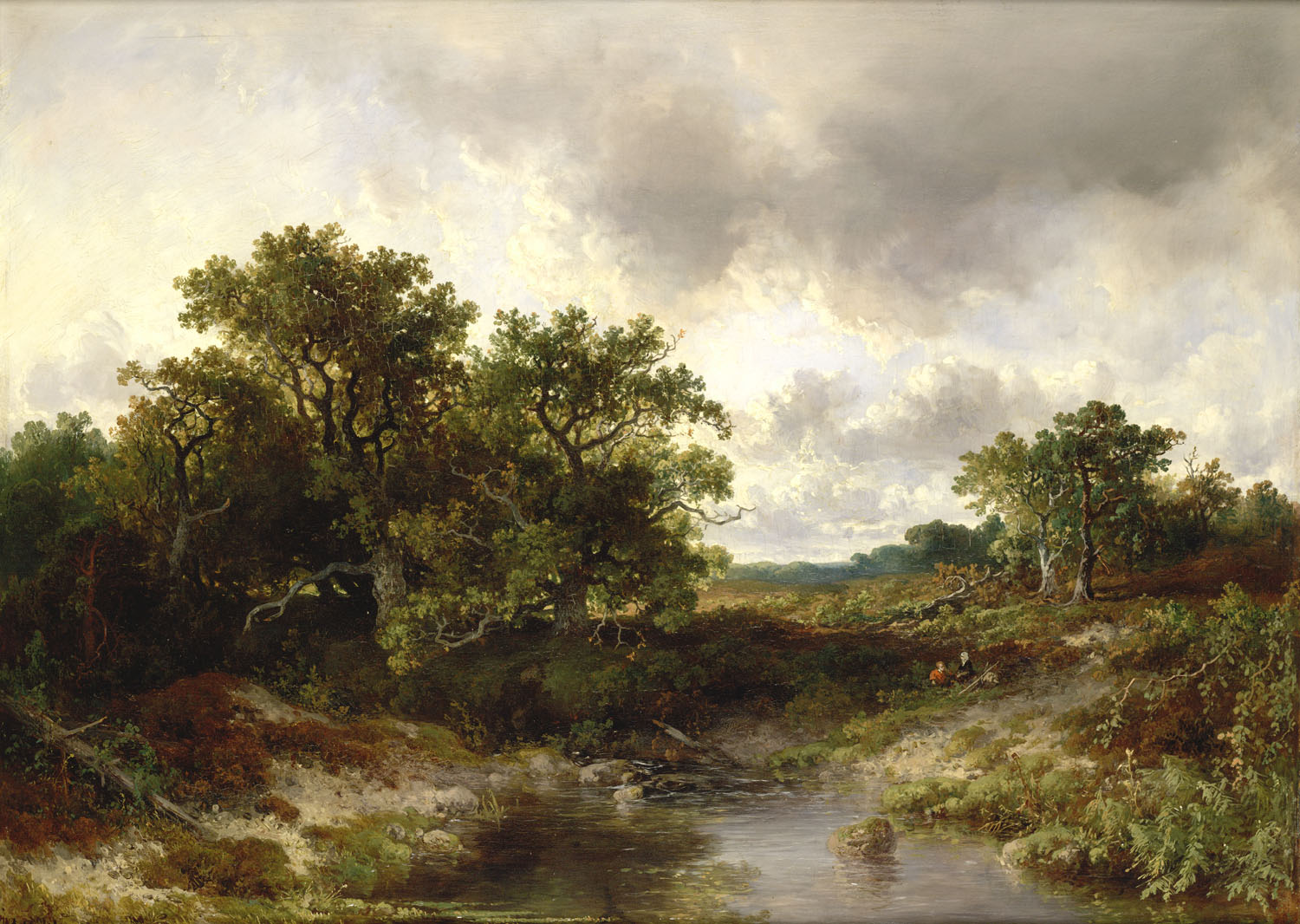
Landa de Wolfheze, a la col·lecció del Museu Teyler
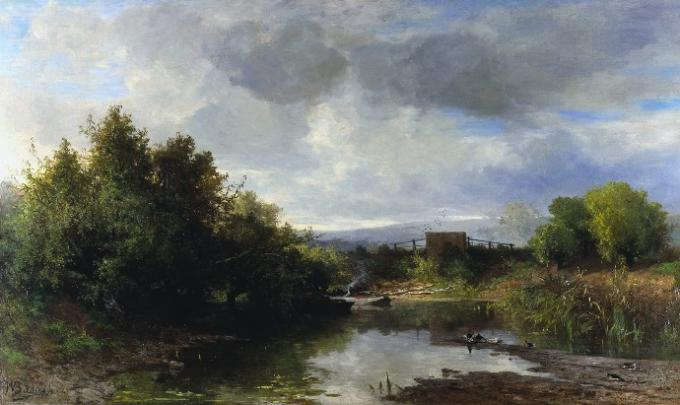
In de Ooipolder bij Nijmegen (neerlandès)